# 79. ceremonia wręczenia Oscarów
79. ceremonia wręczenia Oscarów odbyła się 25 lutego 2007. Po raz szósty ceremonia miała miejsce w Kodak Theatre w Hollywood w Kalifornii, a po raz 32. transmisję telewizyjną w USA przeprowadziło ABC (umowa do 2017).
Galę poprowadziła Ellen DeGeneres, natomiast producentem widowiska była Laura Ziskin.
Nominacje zostały ogłoszone 23 stycznia 2007 o godzinie 5:38 (13:38 UTC) w Samuel Goldwyn Theater.

## Laureaci i nominowani
Laureaci nagród wyróżnieni są wytłuszczeniem

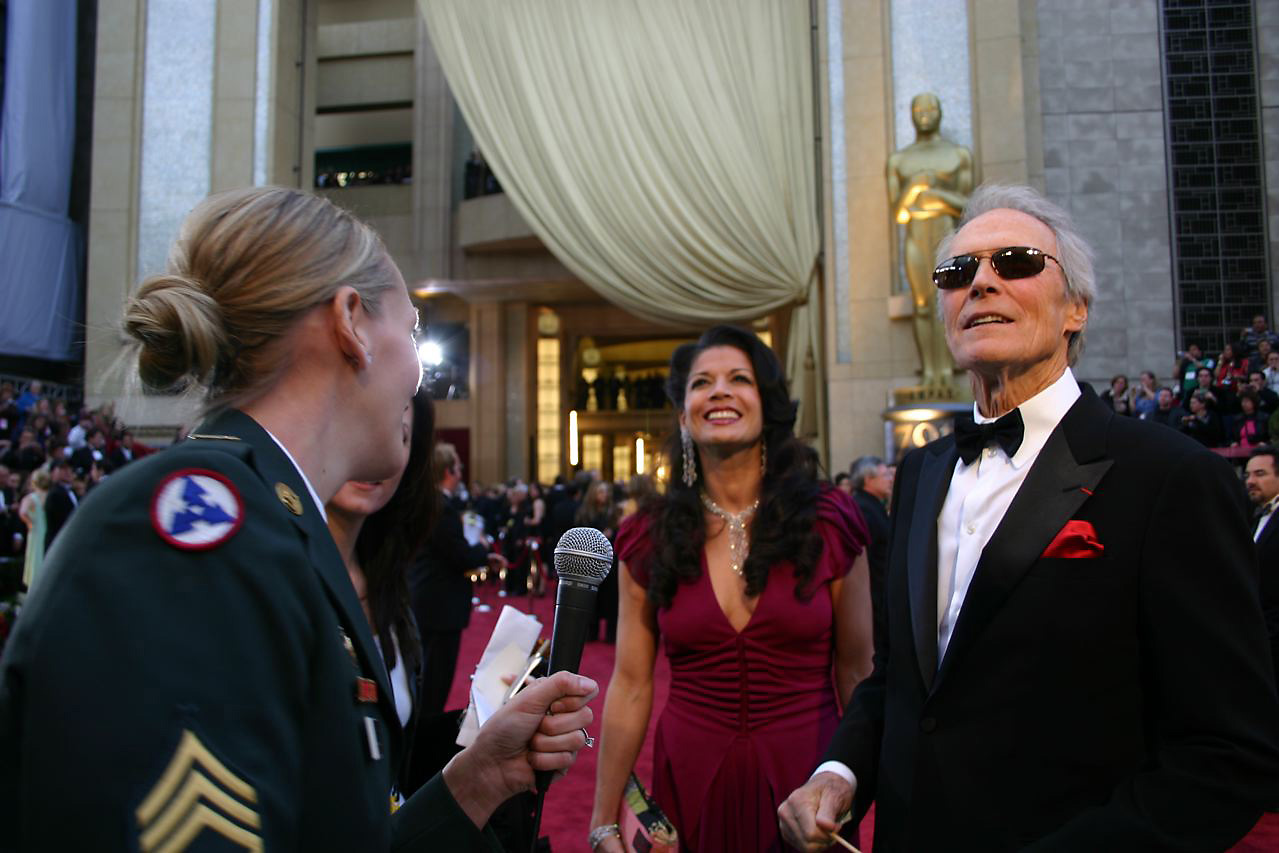
Reżyser Clint Eastwood wraz z żoną przed wejściem do Kodak Theatre.

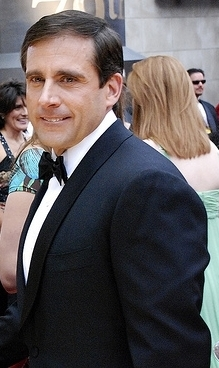
Aktor Steve Carell na czerwonym dywanie.

### Najlepszy film
- Graham King − Infiltracja
- Alejandro González Iñárritu, Jon Kilik i Steve Golin − Babel
- Clint Eastwood, Steven Spielberg i Robert Lorenz − Listy z Iwo Jimy
- David T. Friendly, Peter Saraf i Marc Turtletaub − Mała miss
- Andy Harries, Christine Langan i Tracey Seaward − Królowa

### Najlepszy scenariusz oryginalny
- Michael Arndt – Mała miss
- Guillermo Arriaga – Babel
- Iris Yamashita, Paul Haggis – Listy z Iwo Jimy
- Guillermo del Toro – Labirynt fauna
- Peter Morgan – Królowa

### Najlepszy scenariusz adaptowany
- William Monahan – Infiltracja
- Sacha Baron Cohen, Anthony Hines, Peter Bayanham, Dan Mazer, Todd Phillips – Borat!
- Alfonso Cuarón, Timothy J. Sexton, David Arata, Mark Fergus, Hawk Ostby – Ludzkie dzieci
- Todd Field, Tom Perrotta – Małe dzieci
- Patrick Marber – Notatki o skandalu

### Najlepszy aktor pierwszoplanowy
- Forest Whitaker – Ostatni król Szkocji
- Leonardo DiCaprio – Krwawy diament
- Ryan Gosling – Szkolny chwyt
- Peter O’Toole – Venus
- Will Smith – W pogoni za szczęściem

### Najlepszy aktor drugoplanowy
- Alan Arkin – Mała miss
- Jackie Earle Haley – Małe dzieci
- Djimon Hounsou – Krwawy diament
- Eddie Murphy – Dreamgirls
- Mark Wahlberg – Infiltracja

### Najlepsza aktorka pierwszoplanowa
- Helen Mirren – Królowa
- Penélope Cruz – Volver
- Judi Dench – Notatki o skandalu
- Meryl Streep – Diabeł ubiera się u Prady
- Kate Winslet – Małe dzieci

### Najlepsza aktorka drugoplanowa
- Jennifer Hudson – Dreamgirls
- Adriana Barraza – Babel
- Cate Blanchett – Notatki o skandalu
- Abigail Breslin – Mała miss
- Rinko Kikuchi – Babel

### Najlepsza reżyseria
- Martin Scorsese – Infiltracja
- Clint Eastwood – Listy z Iwo Jimy
- Stephen Frears – Królowa
- Paul Greengrass – Lot 93
- Alejandro González Iñárritu – Babel

### Najlepszy film nieanglojęzyczny
- Niemcy: Życie na podsłuchu, reż. Florian Henckel von Donnersmarck
- Dania: Tuż po weselu, reż. Susanne Bier
- Algieria: Dni chwały, reż. Rachid Bouchareb
- Meksyk: Labirynt fauna, reż. Guillermo del Toro
- Kanada: Water, reż. Deepa Mehta

### Najlepszy film animowany
- George Miller – Happy Feet: Tupot małych stóp
- John Lasseter – Auta
- Gil Kenan – Straszny dom

### Najlepsze zdjęcia
- Guillermo Navarro – Labirynt fauna
- Vilmos Zsigmond – Czarna Dalia
- Emmanuel Lubezki – Ludzkie dzieci
- Dick Pope – Iluzjonista
- Wally Pfister – Prestiż

### Najlepsza muzyka
- Gustavo Santaolalla – Babel
- Thomas Newman – Dobry Niemiec
- Philip Glass – Notatki o skandalu
- Javier Navarrete – Labirynt fauna
- Alexandre Desplat – Królowa

### Najlepsza scenografia
- Eugenio Caballero, Pilar Revuelta – Labirynt fauna
- Jeannine Oppewall, Gretchen Rau, Leslie E. Rollins – Dobry agent
- John Myhre, Nancy Haigh – Dreamgirls
- Rick Heinrichs, Cheryl Carasik – Piraci z Karaibów: Skrzynia umarlaka
- Nathan Crowley, Julie Ochipinti – Prestiż

### Najlepsze kostiumy
- Milena Canonero – Maria Antonina
- Chung Man Yee – Cesarzowa
- Patricia Field – Diabeł ubiera się u Prady
- Sharen Davis – Dreamgirls
- Consolata Boyle – Królowa

### Najlepszy montaż
- Thelma Schoonmaker – Infiltracja
- Douglas Crise, Stephen Mirrione – Babel
- Steven Rosenblum – Krwawy diament
- Alfonso Cuarón, Alex Rodríguez – Ludzkie dzieci
- Clare Douglas, Richard Pearson, Christopher Rouse – Lot 93

### Najlepsza charakteryzacja
- David Martí, Montise Ribé – Labirynt fauna
- Kazuhiro Tsuji, Bill Corso – Klik: I robisz, co chcesz
- Aldo Signoretti, Vittorio Sodano – Apocalypto

### Najlepsza piosenka
- „I Need To Wake Up” − Niewygodna prawda – Melissa Etheridge
- „Listen” − Dreamgirls – muzyka: Henry Krieger, Scott Cutler; słowa: Anne Preven
- „Love You I Do” − Dreamgirls – muzyka: Henry Krieger; słowa: Siedah Garrett
- „Our Town” − Auta – Randy Newman
- „Patience” − Dreamgirls – muzyka: Henry Krieger; słowa: Willie Reale

### Najlepszy dźwięk
- Michael Minkler, Bob Beemer, Willie D. Burton – Dreamgirls
- Andy Nelson, Anna Behlmer, Ivan Sharrock – Krwawy diament
- Kevin O’Connell, Greg P. Russell, Fernando Cámara – Apocalypto
- John T. Reitz, David E. Campbell, Gregg Rudolf, Walt Martin – Sztandar chwały
- Paul Massey, Christopher Boyes, Lee Orloff – Piraci z Karaibów: Skrzynia umarlaka

### Najlepszy montaż dźwięku
- Alan Robert Murray, Bub Asman – Listy z Iwo Jimy
- Lon Bender – Krwawy diament
- Alan Robert Murray, Bub Asman – Sztandar chwały
- Sean McCormack, Kami Asgar – Apocalypto
- George Watters II, Christopher Boyes – Piraci z Karaibów: Skrzynia umarlaka

### Najlepsze efekty specjalne
- John Knoll, Hal T. Hickel, Charles Gibson, Allen Hall – Piraci z Karaibów: Skrzynia umarlaka
- Boyd Shermis, Kim Libreri, Chas Jarrett, John Frazier – Posejdon
- Mark Stetson, Richard R. Hoover, Neil Corbould, Jon Thum – Superman: Powrót

### Najlepszy pełnometrażowy film dokumentalny
- Davis Guggenheim – Niewygodna prawda
- Amy Berg, Frank Donner – I zbaw nas ode złego
- James Longley, John Sinno – Irak w kawałkach
- Heidi Ewing, Rachel Grady – Obóz Jezusa
- Laura Poitras, Jocelyn Glatzer – Mój kraju!

### Najlepszy krótkometrażowy film dokumentalny
- Ruby Yang, Thomas Lennon – The Blood of Yingzhou District
- Leslie Iwerks, Mike Glad – Recycled Life
- Karen Goodman, Kirk Simon – Rehearsing a Dream
- Nathaniel Kahn, Susan Rose Behr – Two Hands: The Leon Fleisher Story

### Najlepszy animowany film krótkometrażowy
- Torill Kove – Duński poeta
- Gary Rydstrom – Nie przeszkadzać
- Roger Allers, Don Hahn – The Little Matchgirl
- Géza M. Tóth – Maestro
- Chris Renaud, Mike Thurmeier – Nie czas na żołędzie

### Najlepszy aktorski film krótkometrażowy
- Ari Sandel – Opowieść o Zachodnim Brzegu
- Borja Cobeaga – Kogoś brakowało
- Søren Pilmark, Kim Magnusson – Helmer & Søn
- Peter Templeman, Stuart Parkyn – Wybawca
- Javier Fesser, Luis Manso – Binta y la gran idea

### Oscar Honorowyza całokształt twórczości
- Ennio Morricone

## Podsumowanie wyników
Nominacje:
- 7 nominacji: Babel
- 6 nominacji: Dreamgirls, Labirynt fauna i Królowa
- 5 nominacji: Infiltracja i Krwawy diament
- 4 nominacje: Mała miss, Listy z Iwo Jimy, Notatki o skandalu i Piraci z Karaibów: Skrzynia umarlaka
- 3 nominacje: Małe dzieci, Apocalypto i Ludzkie dzieci
- 2 nominacje: Diabeł ubiera się u Prady, Sztandar chwały, Niewygodna prawda, Prestiż, Lot 93 i Auta

Nagrody:
- 4 nagrody: Infiltracja
- 3 nagrody: Labirynt fauna
- 2 nagrody: Dreamgirls, Mała miss i Niewygodna prawda

## Prezenterzy nagród i nominacji, oraz wykonawcy
| Imię i nazwisko                                       | Prezentacja lub wręczenie nagrody:                                                |
| ----------------------------------------------------- | --------------------------------------------------------------------------------- |
| Ellen DeGeneres                                       | Spiker zapowiadający 79. ceremonię wręczenia nagród                               |
| Nicole Kidman i Daniel Craig                          | Najlepsza scenografia                                                             |
| Will Ferrell, Jack Black i John C. Reilly             | Najlepsza charakteryzacja                                                         |
| Abigail Breslin i Jaden Smith                         | Najlepszy krótkometrażowy film animowany, Najlepszy krótkometrażowy film aktorski |
| Clint Eastwood                                        | Prezentacja filmu Listy z Iwo Jimy                                                |
| Steve Carell i Greg Kinnear                           | Najlepszy montaż dźwięku                                                          |
| James McAvoy i Jessica Biel                           | Najlepszy dźwięk                                                                  |
| Rachel Weisz                                          | Najlepszy aktor drugoplanowy                                                      |
| Cameron Diaz                                          | Najlepszy film animowany                                                          |
| Helen Mirren i Tom Hanks                              | Najlepszy scenariusz adaptowany                                                   |
| Emily Blunt i Anne Hathaway                           | Najlepsze kostiumy                                                                |
| Tom Cruise                                            | Nagroda honorowa                                                                  |
| Gwyneth Paltrow                                       | Najlepsze zdjęcia                                                                 |
| Robert Downey Jr. i Naomi Watts                       | Najlepsze efekty specjalne                                                        |
| Cate Blanchett i Clive Owen                           | Najlepszy film nieanglojęzyczny                                                   |
| George Clooney                                        | Najlepsza aktorka drugoplanowa                                                    |
| Alejandro González Iñárritu                           | Prezentacja filmu Babel                                                           |
| Eva Green i Gael García Bernal                        | Najlepszy krótkometrażowy film dokumentalny                                       |
| Jerry Seinfeld                                        | Najlepszy długometrażowy film dokumentalny                                        |
| Clint Eastwood                                        | Całokształt twórczości                                                            |
| Penélope Cruz i Hugh Jackman                          | Najlepsza muzyka                                                                  |
| Kirsten Dunst i Tobey Maguire                         | Najlepszy scenariusz oryginalny                                                   |
| Jennifer Lopez                                        | Prezentacja filmu Dreamgirls                                                      |
| Queen Latifah i John Travolta                         | Najlepsza piosenka                                                                |
| Kate Winslet                                          | Najlepszy montaż                                                                  |
| Jodie Foster                                          | Prezentacja segmentu In memoriam                                                  |
| Philip Seymour Hoffman                                | Najlepsza aktorka pierwszoplanowa                                                 |
| Reese Witherspoon                                     | Najlepszy aktor pierwszoplanowy                                                   |
| Francis Ford Coppola, George Lucas i Steven Spielberg | Najlepszy reżyser                                                                 |
| Diane Keaton i Jack Nicholson                         | Najlepszy film                                                                    |